# Thug Stories
Thug Stories è il sesto album discografico in studio del gruppo musicale rap statunitense Bone Thugs-n-Harmony, pubblicato nel 2006.

## Tracce
1. Intro – 2:01
2. Call Me – 4:47
3. Thug Stories – 4:05
4. She Got Crazy – 3:25
5. Don't Stop – 3:09
6. Do It Again – 3:44
7. So Sad – 3:27
8. Fire – 4:43
9. What You See (Reload) – 3:00
10. Stand Not In Our Way – 3:52
11. Still No Surrender – 3:02
12. This Life – 4:06